# 路克·紐頓
路克·紐頓（英語：Luke Paul Anthony Newton，1993年2月5日—）是英國的一位男演員。他最著名的作品是Netflix的愛情網路劇柏捷頓家族：名門韻事。他在2010年出演BBC2的影集The Cut，實現電視出道。

## 外部連結
- 路克·紐頓在互联网电影资料库（IMDb）上的資料（英文）